# 全斑半鈎鯰
全斑半鈎鯰（學名：Hemiancistrus holostictus）為輻鰭魚綱鯰形目甲鯰科半鈎鯰屬的其中一種，為熱帶淡水魚，分布於南美洲哥倫比亞San Juan河流域，體長可達18公分，棲息在底層水域，生活習性不明。

## 扩展阅读
維基物種上的相關：全斑半鈎鯰